# Johann Berger (Fußballspieler)
Johann Berger (* 23. Juli 1999 in Rostock) ist ein deutscher Fußballspieler. Er wird meist als defensiver Mittelfeldspieler eingesetzt. Seit Sommer 2023 steht er beim 1. FC Phönix Lübeck unter Vertrag.

## Karriere
Johann Berger durchlief bei Hansa Rostock die Jugendabteilungen. Als A-Jugendlicher wurde er am Ende der Saison 2016/17 erstmals in der zweiten Mannschaft von Hansa Rostock in der Oberliga Nordost eingesetzt. Neben den Ligaeinsätzen in der zweiten Mannschaft gab er im April 2017 beim Landespokal-Viertelfinale gegen den Greifswalder FC unter Trainer Christian Brand sein Debüt in der ersten Mannschaft. Sein Drittligadebüt gab er in der Saison 2017/18 unter Trainer Pavel Dotchev, der ihn am 15. April 2018 beim 0:0 gegen den Karlsruher SC in der 86. Minute für Amaury Bischoff einwechselte. Es folgten noch weitere Kurzeinsätze gegen Wehen Wiesbaden und dem Chemnitzer FC. Hansa-Trainer Dotchev berücksichtigte den noch jungen Berger zudem im Landespokal. In diesem Wettbewerb erhielt zusammen vier Einsätze, unter anderem einen im Finale gegen den FC Mecklenburg Schwerin (2:1).
In Saison 2018/19 sammelte Berger Erfahrungen vorwiegend in Reservemannschaft Hansas in der fünftklassigen Oberliga. Vier Mal erhielt er auch Einsatzzeiten im Profiteam, davon drei im Landespokal und einen weiteren am letzten Spieltag der Drittligasaison 2018/19 gegen den VfR Aalen. Da Hansa zum Saisonende den Landespokal auch gewann, wurde Berger somit zum dritten Mal in Folge Landespokalsieger Mecklenburg-Vorpommerns. Nach Abschluss der Saison verließ Berger den FC Hansa und wechselte zur Reserve von Holstein Kiel in die Regionalliga.
Unter Kiel-Trainer Ole Werner debütierte Berger Anfang August 2019 während des Auswärtsspiels beim Hamburger SV II (0:6) und wurde beim Stand von 0:4 in der 46. Spielminute für Bjarne Thiesen eingewechselt. Bis zur Beförderung Werners in die 1. Herrenmannschaft der Störche absolvierte Berger weitere sieben Spiele für die U-23 der Ostseestädter. Auch Nicola Soranno, der Ole Werner im September 2019 beerbte, setzte auf den jungen Johann Berger und verhalf ihm bis zum Saisonende zu weiteren 13 Einsätzen, in denen der gebürtige Rostocker zusammen drei Mal netzen konnte. Aufgrund der zu dieser Zeit herrschenden COVID-19-Pandemie erfuhr die Fußball-Regionalliga Nord ab Anfang März 2020 keine weiteren Spielaustragungen mehr, sodass Berger in seiner ersten Spielzeit in Kiel nicht über 21 Spiele hinauskam. In der Folgesaison 2020/21 brachte es Berger pandemiebedingt auf nur noch 10 Einsätze. Bereits Anfang November 2020 wurde der Ligabetrieb unter- und letztlich im April 2021 abgebrochen.
Im Sommer 2021 kehrte Berger in seine Heimatstadt Rostock zurück und schloss sich dem Traditionsclub und Oberligisten Rostocker FC an. Sein dortiger Trainer Volodymyr Lyutyi setzte ihn gleich am ersten Spieltag im Heimspiel gegen den Brandenburger SC Süd 05 in die Startelf. Letztlich brachte er es bis zum Ende der Spielzeit 2021/22, in der er sich mit der Mannschaft auf Rang 7 platzierte, auf 27 Einsätze, in denen ihm 3 Tore gelangen. In der Folgesaison 2022/23 rangierte er als Kapitän der Hansestädter auf Platz 2 und gewann mit dem Rostocker FC den Fußball-Landespokal 2023 – sein bis dato vierter Titelgewinn.
Im Juli 2023 wechselte Berger zum Regionalligisten 1. FC Phönix Lübeck.

## Erfolge
F.C. Hansa Rostock
- Landespokalsieger: 2017, 2018, 2019

Rostocker FC
- Landespokalsieger: 2023